# 仙女座26
仙女座26，又名BD+42 48，HD 1438、SAO 36256、HR 70，是仙女座的一颗恒星，视星等为6.11，即近乎人類肉眼最低的可視度。它位于銀經116.7，銀緯-18.68，其B1900.0坐标为赤經0h 13m 25.7s，赤緯+43° -18.68′ 9″。這顆恆星與地球的距離相隔610光年，並以每秒3.3公里的日心徑向速度遠離地球。